# Yponomeuta myriosema
Yponomeuta myriosema is een vlinder uit de familie van de stippelmotten (Yponomeutidae). De wetenschappelijke naam van de soort werd in 1898 gepubliceerd door Turner.